# Джузеппе Коломбо (інженер)
Джузеппе Коломбо (італ. Giuseppe Colombo 18 грудня 1836 року, Мілан — 16 січня 1921 року, Мілан) — італійський державний діяч, політик.

## Життєпис
З 1863 року по 1911 рік — професор в галузі промислової механіки в Вищому технічному (потім політехнічному) інституті Мілана.
16 січня 1884 року — 8 травня 1891 року — генеральний директор італійського електричного товариства «Едісон», а в 1896 році його президент.
З 1886 року по 1900 рік — депутат Палати депутатів Італії XVI—XX скликань.
У 1893 році, 1897 році і з 1904 року по 1907 рік — голова Ради інженерів і архітекторів в Мілані.
У 1897 році — президент консорціуму коледжів в Мілані.
З 1897 року по 1898 рік — віце-президент Товариства доменних печей і ливарних металоконструкцій в Терні.
З 18 листопада 1898 року по 30 червня 1899 року — віце-голова Палати, а з 15 листопада 1899 року по 17 травня 1900 року — голова Палати.
Ставився правим, з 1889 року став одним з найвпливовіших членів партії, завдяки нападкам на Кріспі і систематичної боротьби з марнотратством державних коштів. Після падіння Кріспі і при організації, 7 лютого 1891 року, кабінету Рудін, в ньому Коломбо отримав портфель міністра фінансів. Однак незабаром в кабінеті виникли розбіжності з питання про джерела для покриття дефіциту, в результаті чого кабінет 14 квітня 1892 року подав у відставку, але криза закінчився 22 квітня виходом у відставку одного лише Коломбо, який не хотів введенню нових податків.
З 10 березня по 11 липня 1896 року — міністр казначейства Італійського Королівства.
З 1897 року по 1921 рік — ректор Вищої технічної (потім політехнічного) інституту Мілана і директор Інституту електротехніки «Карло Ерба» в Мілані.
З 1900 року — сенатор Італійського Королівства. Був членом фінансової комісії.
У 1906 році — президент Міжнародної виставки в Мілані.
З 1906 року по 22 березня 1909 року — член Ради директорів, а з 22 березня 1909 року по 1921 рік — голова Ради директорів ВАТ «Італійський Кредит».

## Академічні звання
- Член-кореспондент Ломбардского інституту наук і літератури в Мілані (8 травня 1862 року)
- Дійсний член Ломбардского інституту наук і літератури в Мілані (4 квітня 1872 року)
- Дійсний член у відставці Ломбардского інституту наук і літератури в Мілані (22 червня 1882 року)
- Віце-президент Ломбардского інституту наук і літератури в Мілані (З 1890 року по 1891 рік і з 1894 року по 1895 рік)
- Президент Ломбардского інституту наук і літератури в Мілані (З 1892 року по 1893 рік, з 1896 року по 1897 рік і в 1920 році)
- Член-кореспондент Національної академії деї Лінчеї в Римі (14 липня 1888 року)
- Дійсний член Національної академії дей Линчеи в Римі (9 серпня 1899 року)

## Нагороди
- Орден Святих Моріса і Лазаря :
  - Великий хрест (20 грудня 1914 року)
  - Великий офіцер (6 грудня 1906 року)
  - Командор (11 квітня 1895 року)
  - Офіцер (13 вересня 1881 року)
  - Кавалер (17 квітня 1865 року)
- Орден Корони Італії :
  - великий хрест
  - офіцер
  - кавалер